# Tòa nhà Unity
Đối với Tòa nhà Unity ở Missouri, xem Làng Unity, Missouri
Tòa nhà Unity (được công chúng biết đến nhiều nhất là Szkieletor, có nghĩa là Skeletor) là một tòa nhà cao 102,5 mét đang được xây dựng ở Kraków, Ba Lan. Ban đầu, nó được dự định trở thành văn phòng khu vực của Tổ chức kỹ thuật chính (Naczelna Organizacja Techniczna, NOT) và được đặt tên là Tháp NOT. Việc xây dựng tòa nhà được bắt đầu vào năm 1975, nhưng đã dừng lại vĩnh viễn vào năm 1981 vì những hạn chế về kinh tế và bất ổn chính trị liên quan đến việc áp dụng thiết quân luật ở Ba Lan trong năm đó. Do tòa nhà chưa hoàn thiện có hình dạng giống với bộ xương, nên nó có biệt danh là Skeletor, nhân vật phản diện trong He-Man và Masters of the Universe, nổi tiếng ở Ba Lan thời bấy giờ. 

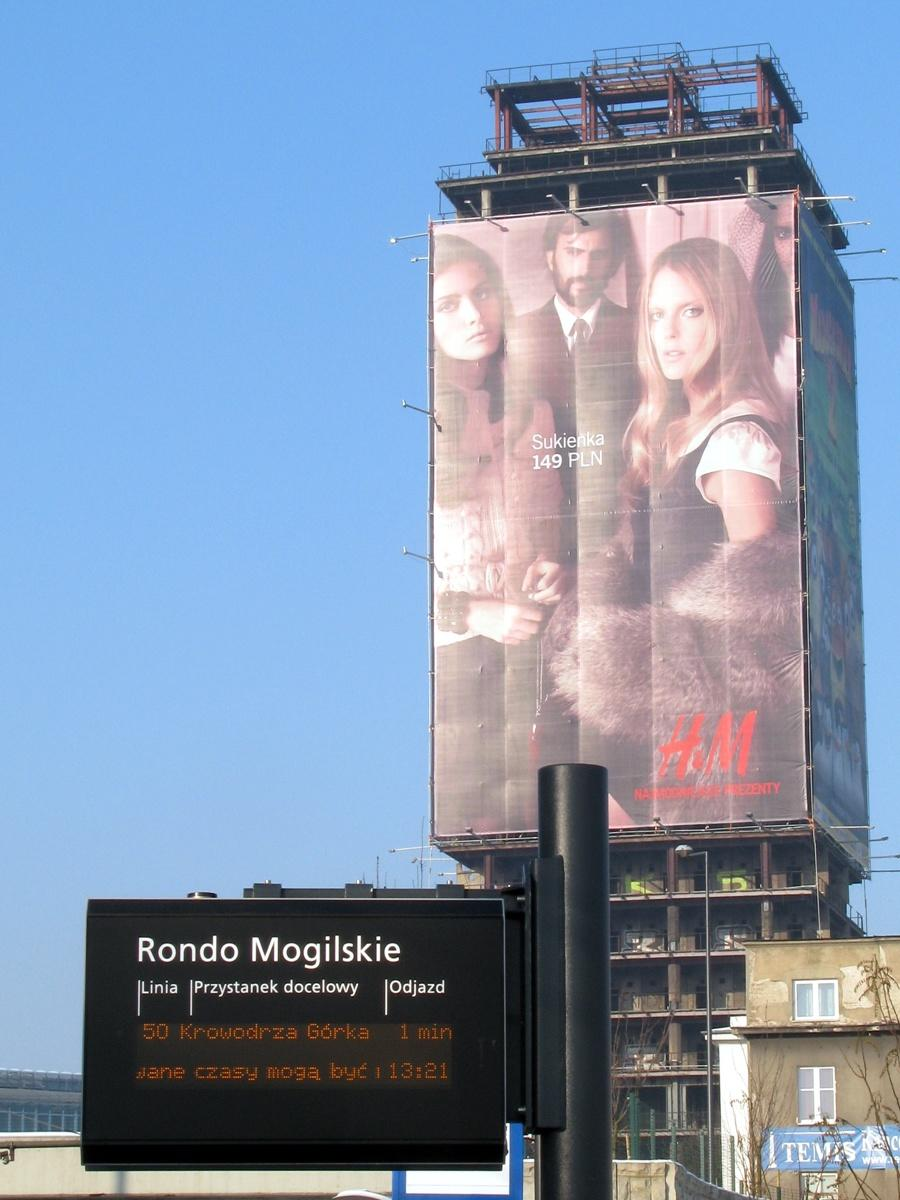
Szkieletor tái sử dụng như một màn hình biển quảng cáo, 2009

## Cuộc đấu tranh pháp lý
Trong những năm gần đây, một số nhà đầu tư đã bày tỏ sự quan tâm đến việc cải tạo lại tòa nhà, nhưng họ đã không được khuyến khích bởi tình trạng pháp lý phức tạp của khu đất mà nó tọa lạc và chi phí cao cho việc phá hủy hoặc điều hci3nh. Tòa nhà thuộc sở hữu một phần của Dự án TreiMorfa. Cuộc tranh luận lâu dài về khả năng sử dụng trong tương lai của nó dựa trên các kế hoạch hoàn toàn mới đã bị các tòa án rút ngắn vào tháng 12 năm 2011 vì những bất hợp pháp của đội ngũ thiết kế mới của nó.

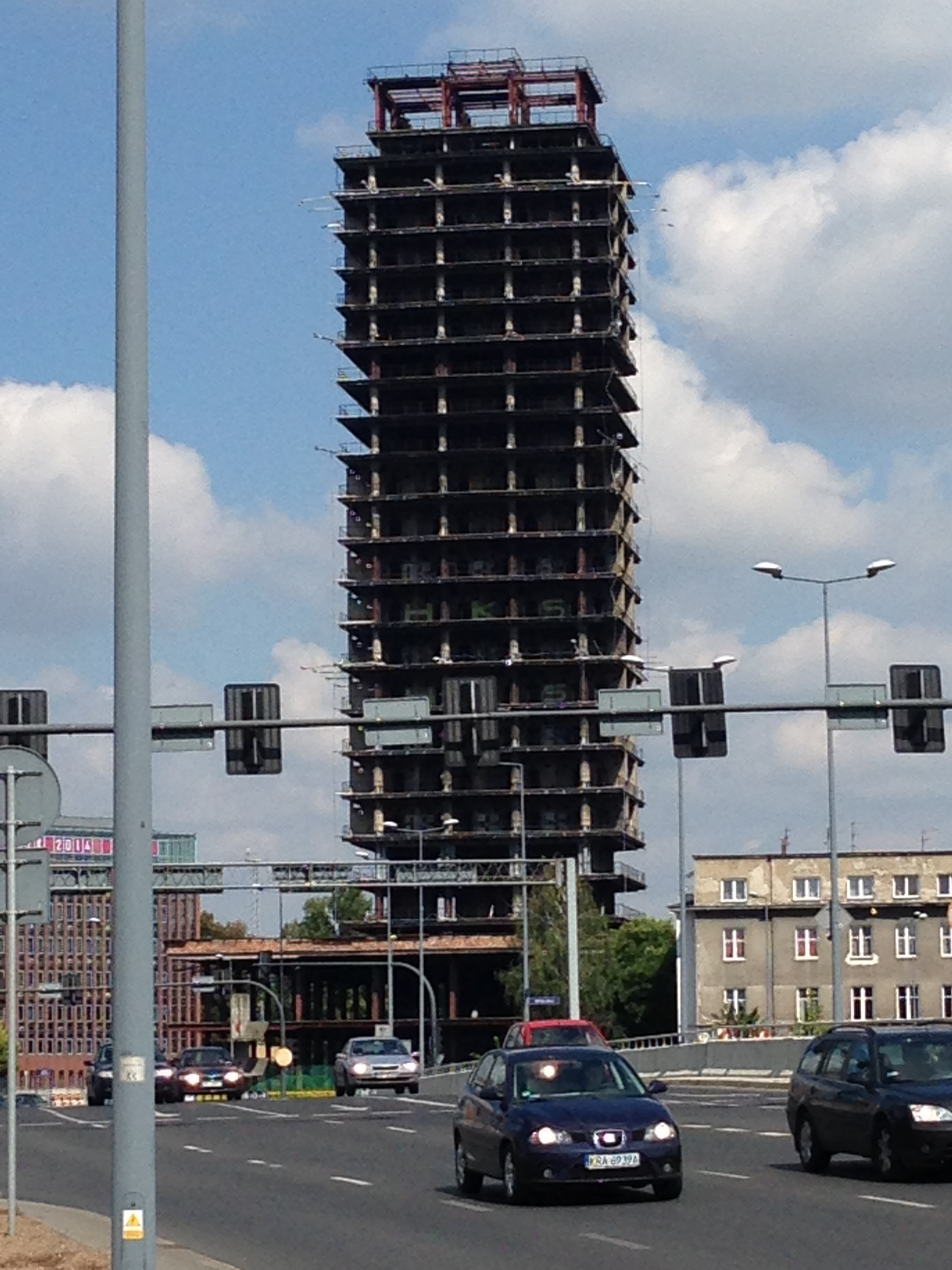
Szkieletor năm 2014

Tháp Unity nằm gần Vòng xoay Mogilskie (Rondo Mogilskie) và Đại học Kinh tế Cracow. Đây là tòa nhà cao thứ hai ở Kraków sau K1 và không bao gồm ăng-ten (định nghĩa chuẩn nhất). Tòa nhà hiện đang được xây dựng.